# Ville Johansson
Karl Wilhelm (Ville) Johansson, född 5 maj 1893 i Lummelunda socken på Gotland, död 28 mars 1948 i Fole socken på Gotland, var en svensk fotograf, musiker och målare.

## Biografi
Ville Johansson var son till folkskolläraren Alfred Johansson och Wilhelmina Westberg samt gift första gången med Märta Berglund och andra gången med Emy Fohlin (1899–1989). Johansson utbildade sig till fotograf som lärling till hovfotografen Ferdinand Flodin i Stockholm där han fick en grundlig utbildning i konstnärlig porträtt- och landskapsfotografering. Som konstnär var han autodidakt och genomförde ett flertal separatutställningar i Stockholm under 1920–1930-talen. Hans konst består av motiv från Gotland och Visby i pastell. Som musiker uppträdde han som Gubben Nöigardar i Radio och på Skansen i Stockholm. Ville Johansson är begravd på Fole kyrkogård. 